# Acción de Kalmas
La Acción de Kalmas es el término usado para referrirse a la batalla entre el Ejército Británico y un grupo de fuerzas de guerrilla en Afganistán en 1916.
Tuvo lugar el 26 de septiembre de 1916 en Kalmas, treinta millas al norte de Nasratabad Sipi, entre un pequeño destacamento británico y algunas artillerías desplazando un convoy de armas hacia Afganistán. El 2.º teniente B. W. Wahl, con 23 húsares de la 23ra Caballería Ligera y 36 reclutas, los sorprendieron y atacaron a los artilleros. El convoy fue capturado, cuatro de sus escoltas murieron y uno fue tomado prisionero. El teniente Wahl y un húsar de la 23.ª Caballería Ligera murieron en la carga en la cual abrieron la acción.